# Die Härte (Band)
Die Härte war eine Rechtsrock-Band aus Erfurt, die beeinflusst von den Zillertaler Türkenjägern Neue-Deutsche-Welle-Hits und Schlager mit rechtsextremen und nationalsozialistischen Texten coverte. Die Band veröffentlichte 1999 die CD National Deutsche Welle. Sie ist nicht zu verwechseln mit der gleichnamigen Leverkusener Cover-Rock-Band, die sich deswegen umbenannt hat.

## Musikstil und Texte
Musikalisch wurden die Lieder von unter anderem Extrabreit (Hurra, hurra, die Schule brennt) und Juliane Werding (Am Tag, als Conny Kramer starb) nahezu unverändert übernommen. Der Unterschied besteht vor allem im gutturalen Gesang, der in einem heiser-röchelnden Stil gehalten ist. Die Texte waren extrem rassistisch, volksverhetzend und antisemitisch. So wurde aus Juliane Werdings Anklage gegen den Drogenmissbrauch, Am Tag als Conny Kramer starb, das antisemitische Spottlied Am Tag als Ignatz Bubis starb, das mit einem rassistischen und antisemitischen Sample aus dem US-amerikanischen Spielfilm Verraten eingeleitet wird und mit einem Sample aus dem US-amerikanischen Spielfilm From Dusk Till Dawn endet. In dieser Liedversion werden in den Strophen die historisch belasteten Begriffe Hakennasen, Schrumpfkopf und Judenhaut genannt und im Refrain die Schändung jüdischer Friedhöfe verherrlicht. Ignatz Bubis war zu diesem Zeitpunkt der Vorsitzende des Zentralrats der Juden in Deutschland. Extrabreits NDW-Klassiker dagegen wurde zum sadistischen Hasslied Hurra, hurra, ein Nigger brennt umgedichtet. In dem Lied wird der Mord an einem Schwarzen durch Ku-Klux-Klan-Mitglieder verherrlicht. Auch jenes Härte-Lied wird mit einem Sample aus dem Film Verraten eingeleitet. Der Vers Tatütata, Tatütata aus dem Extrabreit-Original wurde in der Härte-Version zu Sieg Heil, hurra, Sieg Heil, hurra abgeändert. Die Band Extrabreit erfuhr von der rassistischen Coverversion und stellte 2004 Strafanzeige gegen unbekannt. Und das von Nena gesungene Lied 99 Luftballons wurde zu 99 Terrorlieder beziehungsweise Ein neuer Schocker umgedichtet. In der rechtsextremen Version dieses Liedes wird dazu aufgerufen, immer ein bisschen Feindlichkeit gegen Asylanten zu zeigen. Der Vertrieb des Albums wurde über das Internet sowie den Versandhandel von Blood and Honour Scandinavia übernommen. Weder Musiker noch Plattenfirma konnten ermittelt werden. Regelmäßig wurde diese CD auch auf dem vietnamesischen Markt in der tschechischen Stadt Hřensko an Kunden verkauft. Über diesen Vorfall berichtete Steffen Seibert im Magazin ZDF.reporter in den frühen 2000ern. 
Das einzige Album der Band wurde von der Bundesprüfstelle für jugendgefährdende Medien indiziert und am 20. September 2000 vom Amtsgericht Höxter bundesweit beschlagnahmt.
Der Einsatz des sozialdemokratischen Lokalpolitikers Klaus Fiedler aus Pirna im Kampf gegen rassistische Musik führte dazu, dass der Handel der CD National Deutsche Welle auch in Tschechien strafrechtlich verfolgt und bestraft wird.

## Diskografie
- 1999: National Deutsche Welle (indiziert und beschlagnahmt)